# Mompha parilis
Mompha parilis é uma espécie de mariposa do gênero Mompha pertencente à família Coleophoridae.